# Comunidad campesina de Yanacona

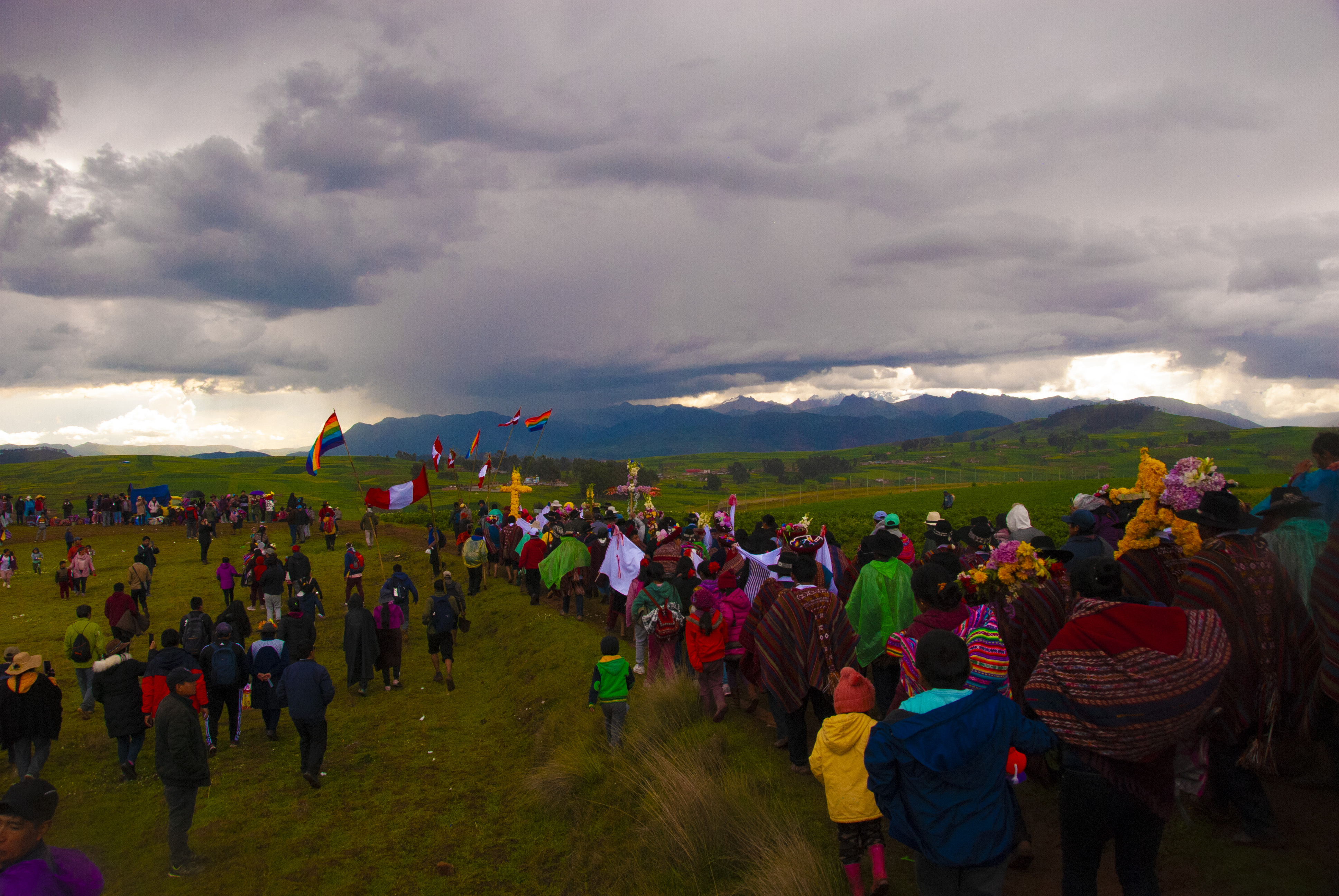
Comunidad campesina Yanacona

Yanacona es una comunidad campesina quechua ubicada en la parte sur del distrito de Chinchero de la provincia de Urubamba en la región Cusco, Perú. Fue reconocida por el estado peruano como comunidad campesina el 29 de abril de 1964, mediante la resolución de reconocimiento R.S. 23 y pertenece a la familia lingüística quechua.
La comunidad se ha dedicado tradicionalmente a actividades de ganadería, agricultura y textilería. El aniversario de la comunidad se celebra cada año el 29 de enero.
El territorio de la comunidad Yanacona abarcaba una extensión total de 1064,69 hectáreas, antes de la entrega de los terrenos para la construcción del Aeropuerto Internacional de Chinchero - Cusco (AICC).

## Organización
En cuanto a la organización comunal de la comunidad campesina de Yanacona es conformada por una Junta Directiva Comunal, la Asamblea Comunal como instancia final para la toma de decisiones del gobierno de la comunidad y los comités organizacionales. E instituido con los siguientes miembros: Envarados (Inka Alcalde y Tasa Alcalde); Kurakas y Regidor (wawas).

## Demograf

### Sectores
La comunidad está distribuida en seis sectores: Olones, Chaqquelccocha (también llamado Nueva Yanacona), Q´uerapata, Huatata, Humanes y Nuevo Triunfo. En 2021 se registraron 800 personas registradas en el padrón de miembros de la comunidad, distribuyéndose de la siguiente manera:
| Sector de la comunidad | Nro de comuneros |
| ---------------------- | ---------------- |
| Q'uerapata             | 834              |
| Humanes                | 150              |
| Olones                 | 138              |
| Huatata                | 122              |
| Nuevo Triunfo          | 81               |
| Chaqquelccocha         | 59               |
| Total                  | 800              |

## Historia del proyecto Aeropuerto Internacional de Chinchero

### Aeropuerto Internacional Chinchero- Cusco (AICC)
En diciembre de 2013, el Gobierno Regional de Cusco inició la primera parte del proceso de expropiación de terrenos  para  el inicio del proyecto de construcción del Aeropuerto Internacional de Chinchero a través de la entrega de 169 235 536,90 millones de soles a la comunidad de Yanacona. La comunidad vendió 330 hectáreas de su territorio de las 357 ha requeridas para la construcción del aeropuerto, es decir el terreno de la comunidad Yanacona representó el 92.6 % del total del terreno requerido. El distrito de chinchero tiene trece comunidades campesinas, pero solo dos han debido vender terrenos para la construcción del nuevo aeropuerto internacional: la comunidad e Ayllopongo y la comunidad de Yanacona.
El gobernador regional ofreció pagar 20 dólares por cada metro cuadrado a cada uno de los comuneros afectados por el proyecto. Esta promesa fue el factor decisivo para la promulgación de la ley 29908, que convirtió al Gobierno regional en el sujeto activo de la expropiación de los terrenos.

#### El desplazamiento de los comuneros y la liberación del polígono del aeropuerto
La construcción del AICC fue motivo para que 101 familias pertenecientes a la comunidad campesina de Yanacona que vivían al interior del denominado polígono del aeropuerto fueran reubicadas, mediante el Plan de Compensación y Reasentamiento Involuntario (PACRI) y a mediados de 2014, el Gobierno regional recibió dinero del gobierno central con el objetivo de indemnizar a las 101 familias afectadas por sus viviendas.

## Fiesta tradicional

### Linderaje de la comunidad campesina Yanacona
El linderaje es un ritual que tiene lugar en la época de carnavales que permite ilustrar el papel que desempeñan las personas mediante su movimiento a través del territorio en la transmisión y reactualización simbólica de los usos y costumbres de la comunidad. Es una antigua tradición que consiste en la afirmación de los linderos de las tierras comunales y esta tradición es heredada por la comunidad y su importancia histórica se basa en la reafirmación de los límites comunales, mediante hitos como una actividad festiva y ritual.
Tos trajes típicos de la comunidad son:
- El hombre adulto lleva la típica montera, sobre todo los domingos y días de fiesta. Utiliza también los ponchos nogales de lana de oveja, chalecos y pantalones de bayeta; así como chullos multicolores. En los pies llevan las ancestrales ojotas, ya sea de cuero o de caucho.

- La mujer, por su parte ha heredado por generaciones el arte del hilado y del tejido en lana. Por esta razón, conserva orgullosa su tradicional vestimenta viste con llicllas (especie de chales oscuros decorados con filigranas rojas y verdes y un prendedor a la altura del pecho), chaleco y polleras de bayeta de color negro, sujetadas al cuerpo con fajas o chumpis. Sus cabezas decoradas por finas trenzas, usan coloridas monteras.[13]

La danza Titimuyu es originaria de la comunidad de yanacona. 